# Tronsanges
Tronsanges – miejscowość i gmina we Francji, w regionie Burgundia-Franche-Comté, w departamencie Nièvre.
Według danych na rok 1990 gminę zamieszkiwało 378 osób, a gęstość zaludnienia wynosiła 44 osoby/km² (wśród 2044 gmin Burgundii Tronsanges plasuje się na 547. miejscu pod względem liczby ludności, natomiast pod względem powierzchni na miejscu 1009.).